# کاکوگزن
کاکوگزن  (به انگلیسی: Cacoxene) با فرمول شیمیایی Fe4 3+[OH - PO4]3. 12H2O از مجموعه کانی هاست و در زبان یونانی Kakos به معنای بد و Xenos به معنای مهمان است. حل شونده در اسیدها Fe2O۳:۴۱٫۱۸٪  P2O۵:۲۷٫۴۶٪  U2O:۳۱٫۳۶٪  برای اولین بار در آلمان شرقی کشف شد و از نظر شکل بلور: سوزنی، رنگ: زرد - زرد پررنگ - قهوه ای، شفافیت: نیمه شفاف، جلا: ابریشمی - چرب، رخ: ندارد، سیستم تبلور: هگزاگونال و در رده‌بندی فسفات است  و منشأ تشکیل آن ثانوی است.
همایند کانی‌شناسی (پارانژ) آن - واولیت- استرنژیت- لیمونیت است
، از نظر ژیزمان آگرگات درخشان، الیافی و اسفرولیک تقریباْ کمیاب است و بیشتر در آلمان غربی، چک اسلواکی، سوئد و آمریکا یافت می‌شود.

## منبع
- پردیس کشاورزی ایران